# 389
Cette page concerne l'année 389  du calendrier julien. Pour l'année 389 av. J.-C., voir 389 av. J.-C. Pour le nombre 389, voir 389 (nombre).
L'année 389 est une année commune qui commence un lundi.

## Événements
- 13 juin : l'empereur Théodose Ier fait son entrée triomphale à Rome[1].
- 1er septembre : Théodose quitte Rome pour Milan[1].
- Octobre[1] : Arbogast impose la paix aux rois francs Sunno et Marcomer[2].
- 8 novembre : Valentinien II est à Trèves, où Théodose l'a envoyé sous la tutelle d'Arbogast[1].

- L’historien Aurelius Victor devient préfet de Rome[3].

## Décès en 389
- Marcel, évêque d’Apamée, brûlé vif par les païens pour avoir fait détruire le temple d'Aulone.